# محطة سوري للطاقة النووية
محطة سوري للطاقة النووية (بالإنجليزية: Surry Nuclear Power Plant)‏ هي محطة طاقة نووية تقع في مقاطعة سوري في جنوب شرق فيرجينيا في الإقليم الأطلسي الجنوبي في الولايات المتحدة، ويحتل موقعها مساحة 840 فدان (340 هكتار) من الأراضي المجاورة لنهر جيمس على الضفة المقابلة لمدينة جيمستاون، وهي أقرب إلى منبع النهر من مدينتي سميثفيلد ونيوبورت نيوز. تُدير محطةَ سوري شركةُ دومينيون جينيريشن، وهي مملوكة لشركة دومينيون ريسورسس.
تشبه محطة سوري أختها الشقيقة، محطة شمال آنا للطاقة النووية، من ناحية المظهر والتصميم، وهي تقع بدورها في شمال غرب ريتشموند في مقاطعة لويزا بولاية فيرجينيا.

## نبذة تاريخية
تعتمد المحطة في إنتاجها للطاقة على مفاعلي ماء مضغوط من تصميم شركة ويستنغهاوس، وكلاهما مزود بدائرة تبريد ثلاثية. بدأ تشغيل أول مفاعل في عام 1972، وبدأ تشغيل الثاني في عام 1973. ينتج كلاهما 800 ميغاواط من القدرة الكهربائية تقريبًا بحيث تكون القدرة الإجمالية للمحطة 1.6 غيغاواط تقريبًا. تستمد محطة سوري ماء دورة التكثيف الخاصة بها مباشرة من نهر جيمس، ما يزيل الحاجة إلى بناء أبراج التبريد الضخمة التي تقترن في أذهان الناس عادةً بمحطات الطاقة النووية. أظهرت الاختبارات المتواصلة أن محطة سوري لها تأثير منخفض على البيئة، وأن الإشعاعات والمواد الضارة المنبعثة منها تكاد تكون معدومة.
صُمم موقع المحطة في البداية بحيث يكون جاهزًا لاستيعاب أربعة مفاعلات نووية، ورغم ذلك، شُيد مفاعلان اثنان فقط. من المحتمل أن يزداد عدد المفاعلات المُثبّتة في الموقع خلال العقود القادمة مع زيادة الطلب على الطاقة في الولايات المتحدة.
في عام 2003، أطالت اللجنة التنظيمية النووية (إن آر سي) فترة تصريح تشغيل كلا المفاعلين من 40 عامًا إلى 60 عامًا. في عام 2016، أعلنت الجهة المالكة عن نيتها للسعي وراء مد فترة تشغيل المفاعلين إلى 80 عامًا: حتى عام 2052 للمفاعل الأول، وحتى عام 2053 للمفاعل الثاني.
كانت محطة سوري إحدى المحطات الخاضعة للدراسة في دراسة تحليل السلامة «إن يو آر إي جي 1150» التي أجرتها اللجنة التنظيمية النووية في ديسمبر عام 1990.

## السكان المحيطون
تحدد اللجنة التنظيمية النووية منطقتين حول محطة الطاقة النووية للتخطيط لحالات الطوارئ: منطقة مسار التعرض للانبعاثات العمودية بنصف قطر يساوي 10 أميال (16 كيلومترًا)، تتعلق أساسًا بالتعرض للتلوث الإشعاعي المنقول بالهواء واستنشاقه، ومنطقة مسار الابتلاع بنصف قطر يساوي 50 ميلًا (80 كيلومترًا)، تتعلق أساسًا بتناول الأطعمة والسوائل الملوثة بالإشعاع.
قُدر عدد سكان المنطقة الأولى في عام 2010 بنحو 127,041 نسمة، مسجلًا بذلك زيادة بنسبة 21.9% خلال عقد. بينما قُدر عدد سكان المنطقة الثانية بنحو 2,292,642 نسمة مسجلًا بذلك زيادة بنسبة 13.9% منذ عام 2000. تشمل المدن الواقعة في نطاق المنطقة الثانية: هوبويل، وبطرسبرغ، وويليامسبرغ، ونيوبورت نيوز، وهامبتون، وبوكيوسون، وبورتسماوث، ونورفولك (التي تبعد 30 ميلًا عن مركز المدينة)، وشاطئ فيرجينيا (47 ميلًا عن مركز المدينة)، وريتشموند (50 ميلًا عن مركز المدينة).

## الأحداث
- في 27 يوليو 1972، أُصيب عاملان بحروق قاتلة إثر مهمة ضبط صمامات روتينية أدت إلى اندفاع البخار الساخن من فجوة في أنابيب الصمامات.
- في 8 مايو 1979، باشر عميلان من مكتب التحقيقات الفيدرالي التحقيق بشأن مادة بيضاء كريستالية عُثر عليها في 62 وحدة تخزين وقود جديدة في المحطة، وذلك بعد اكتشافها من قبل مسؤولي المحطة بيوم واحد. أظهرت تحاليل علماء معادن شركة ويستنغهاوس عدم تضرر وحدات الوقود بما فيها حاويات الوقود المعدنية وقضبان الزركونيوم التي تحمل الوقود النقي.[5]
- في 9 ديسمبر 1986، وقع انفجار بخاري في الجزء غير النووي من المفاعل الثاني، ما أسفر عن إصابة ثمانية عمال، ووفاة أربعة منهم لاحقًا. يُعزى سبب الانفجار إلى تمزق أنابيب تغذية سائل التكثيف نتيجة التآكل الداخلي وزيادة ضغط السائل عندما تعطل صمام الأمان الخاص بمضخة التغذية.[6]
- في 16 أغسطس 2011، هبط إعصار على محطة الكهرباء الفرعية ما أدى إلى انقطاع مصدر الطاقة الرئيسي عن مضخات التبريد، ما أدى بدوره إلى تشغيل مولدات الديزل الاحتياطية دون حدوث أي مشاكل.[7][8]
- في 23 أغسطس 2011، تسبب زلزال ضرب مركز فيرجينيا بإيقاف تشغيل محطة شمال آنا النووية التي تبعد 11 ميلًا عن المركز. بقيت مفاعلات سوري قيد التشغيل، وأصدرت شركة دومينيون «إخطارًا بحدث غير اعتيادي» (وهو أقل أحداث الطوارئ خطرًا)، وأُلغي في نفس اليوم.[9]

## مخاطر زلازلية
قدرت اللجنة التنظيمية النووية احتمال حدوث زلزال قوي بما فيه الكفاية لإحداث ضرر في نواة المفاعل خلال عام واحد بنحو 1/175,439، وذلك طبقًا لدراسة نشرتها تلك اللجنة في أغسطس عام 2010.